# Anna Zalewska
Pour les articles homonymes, voir Zalewska.
Anna Elżbieta Zalewska, née le 6 juillet 1965 à Świebodzice, est une femme politique polonaise membre de Droit et justice (PiS).

## Biographie
Initialement membre de l'Union pour la liberté (UW), elle rejoint PiS en 2001. En 2002, elle est élue à l'assemblée du district de Świdnica. Elle devient vice-présidente du district en 2006.
Pour les élections législatives anticipées du 21 octobre 2007, elle se présente dans la circonscription de Wałbrzych. Avec un total de 10 584 votes préférentiels, elle remporte son premier mandat à la Diète. Elle postule deux ans plus tard aux élections européennes mais échoue à se faire élire au Parlement européen.
Elle se représente alors à la Diète, lors des élections législatives du 9 octobre 2011. Elle engrange 14 999 suffrages de préférence, établissant le deuxième résultat de la circonscription. Elle échoue de nouveau, trois ans plus tard, au cours des élections européennes.
Elle se fait cependant réélire députée de Wałbrzych au cours des élections législatives du 25 octobre 2015, avec 22 402 voix préférentielles. Le 16 novembre, Anna Zalewska est nommée ministre de l'Éducation nationale dans le gouvernement de la conservatrice Beata Szydło.